# نقار الخشب أوراسي ذو ثلاثة أصابع
نقار الخشب أوراسي ذو ثلاثة أصابع (الاسم العلمي: Picoides tridactylus) هو نوع من فصيلة نقار الخشب.